# Wettenhofen
Wettenhofen ist ein Gemeindeteil der Gemeinde Mühlhausen im Landkreis Neumarkt in der Oberpfalz.

## Lage
Das Dorf liegt nordwestlich von Sulzbürg auf circa 405 m ü. NHN.

## Geschichte
Im Schenkungsbuch des Benediktinerklosters Plankstetten findet sich auf einer Urkunde von 1121 ein Ulrich von Wettenhofen; eine weitere Eintragung von gleichen Jahr nennt Meginwart von Wettenhofen und seinen Bruder Udalrich. 1146 weilte der Reichsministeriale Gottfried von Wettenhofen auf einem Hoftag des Königs Konrad III. Da der Name „Gottfried“ bei den Sulzbürgern häufig auftaucht und ihr Stammsitz in der Nähe Wettenhofens ist, wird in Gottfried von Wettenhofen der Stammvater der Sulzbürger vermutet. Zwischen 1166 und 1182 ist mit „Chuonrad de Waettinhoven“ noch ein Wettenhofer Adeliger genannt. Wohl durch Heirat traten die Wettenhofen-Sulzbürger im 13. Jahrhundert in Verbindung zu dem Reichsdienstmannengeschlecht der Wolfsteiner, die 1523 zu Reichfreiherren aufstiegen. 1361 verkaufte das Klarissenkloster St. Klara zu Nürnberg den „Reichhof“ von Wettenhofen an die auf der Burg Niedersulzbürg sitzenden Herren von Stein. Im 14. Jahrhundert ist Wettenhofen eine Zugehörung zur wolfsteinschen Burg Obersulzbürg. Von der Reichsministerialenburg Wettenhofen als dem Sitz der Wettenhofer hat sich nichts erhalten.
Auf dem Augsburger Reichstag 1530 waren die Wolfsteiner unter dem protestantischen Adeligen anwesend, hatten also die Reformation angenommen. Jedoch dauerte es bis zur Mitte des 16. Jahrhunderts, bis sie die Reformation in ihrem Territorium umgesetzt hatten. Die seit 1631 einsetzende Gegenreformation unter dem bayerischen Kurfürsten Maximilian musste vor der Landeshoheit der Wolfsteiner Halt machen, das protestantisch gewordene Wettenhofen blieb also protestantisch.

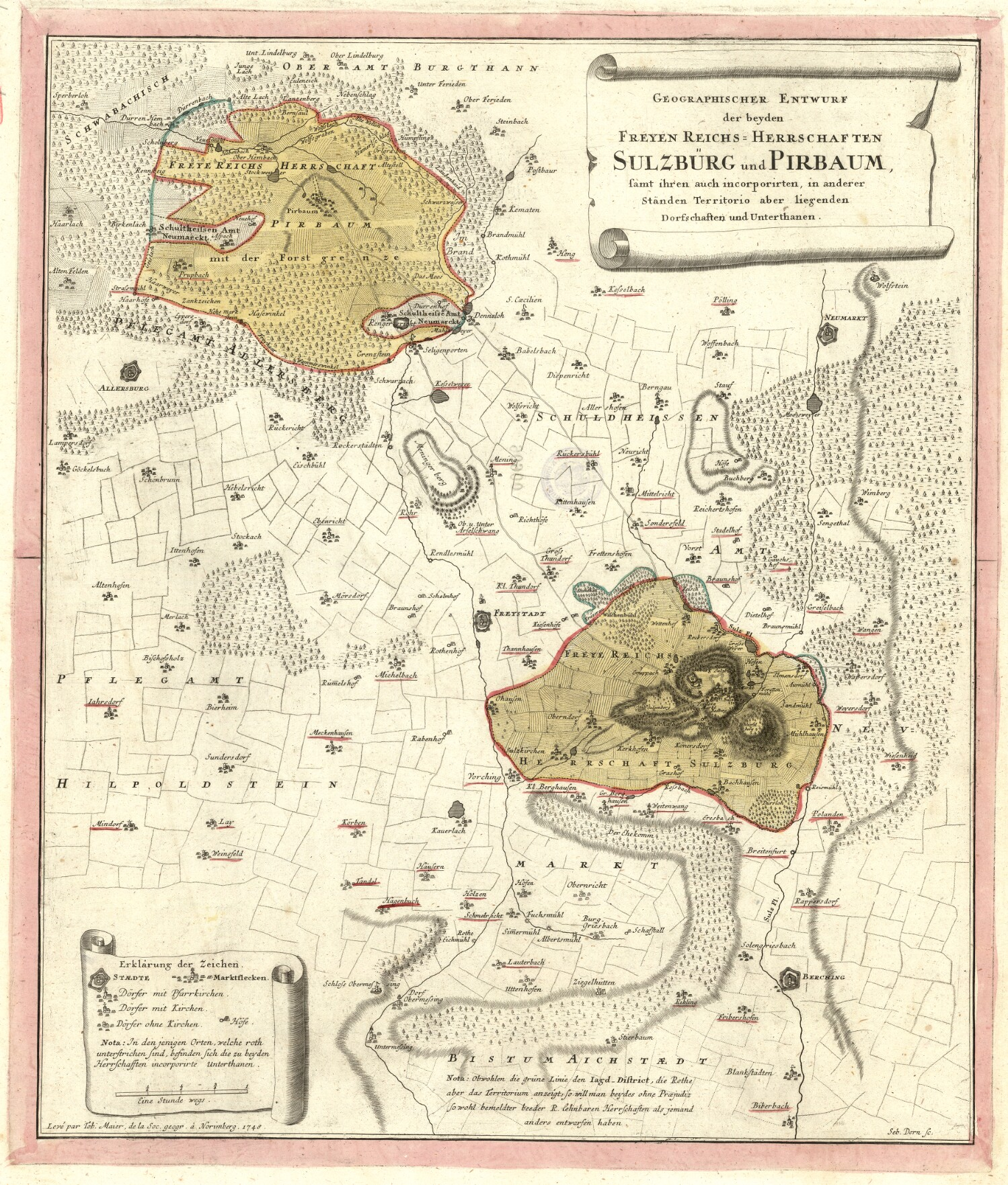
„Wettenhof“ in der Herrschaft Sulzbürg 1748

Um 1732 gehörten zum wolfsteinschen Amt Sulzbürg Wettenhofen, bestehend aus 14 „Mannschaften“ (= Höfe) und dem Hirtenhaus. 1740 starb mit dem letzten Reichsgrafen von Wolfstein, Christian Albrecht, das Geschlecht aus; der Besitz kam als erledigtes Reichslehen (1769 auch der Allodialbesitz) an das herzogliche Bayern, das zur Verwaltung dieser Güter, auch der Güter des Dorfes Wettenhofen, die Kabinettsherrschaften Sulzbürg-Pyrbaum errichtete, wobei Wettenhofen mit seinen nunmehr 18 Höfen und dem Gemeinde-Hirtenhaus sowohl hoch- wie niedergerichtlich Sulzbürg unterstand. Am Ende des Alten Reiches, um 1800, machten den Ort 18 Höfe aus, nämlich fünf Halbhöfe der Untertanen Bals, Grasruck, zweimal Seiz und Weigel, zwei Viertelhöfe, fünf 1⁄8-Höfe und sechs 1⁄16-Höfe sowie das Hirtenhaus.

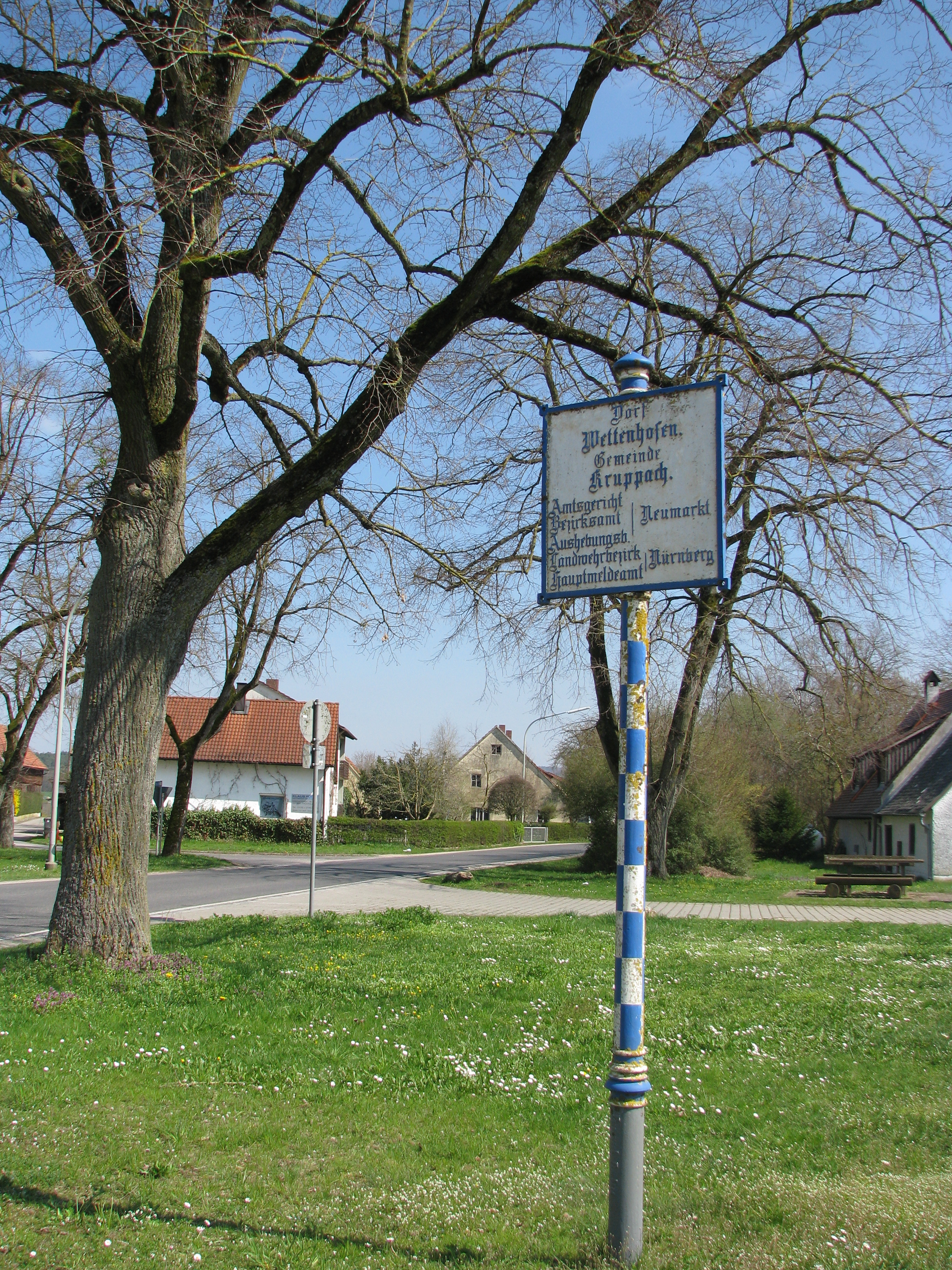
Gusseiserne Dorftafel (um 1900) in Wettenhofen

Im Königreich Bayern wurde Wettenhofen dem zwischen 1810 und 1820 gebildeten Steuerdistrikt Sondersfeld zugeteilt. Mit dem Gemeindeedikt von 1818 wurde aus Wettenhofen, Kruppach (ebenfalls aus diesem Steuerdistrikt) und Rocksdorf (aus dem Steuerdistrikt Forst) die Gemeinde Kruppach gebildet. Dabei blieb es bis zur Gebietsreform in Bayern, als die Gemeinde Kruppach am 1. Januar 1972 in die Gemeinde Mühlhausen eingemeindet wurde. 2016 wurden Maßnahmen der Dorferneuerung durchgeführt.
Die Landgemeinde Kruppach war um 1900 668 Hektar groß und hatte in 72 Wohngebäuden 395 Einwohner (8 Katholiken und 387 Protestanten). Der Viehbestand betrug 25 Pferde, 447 Stück Rindvieh, 307 Schweine, 386 Schafe und 15 Ziegen; 1856 hatte der Ökonom Wilhelm Grasruck aus Wettenhofen und 1876 der Ökonom Pfindl aus Wettenhofen bei der Landgestüts-Preise-Verteilung für die Oberpfalz einen Preis erhalten. Das größte Dorf in der Gemeinde war Kruppach selber, gefolgt von Wettenhofen und dann Rocksdorf. Bis zur Gebietsreform in Bayern und der Eingemeindung nach Mühlhausen war die Gemeinde kaum gewachsen: Die Volkszählung von 1961 erbrachte 413 Einwohner, allerdings in nunmehr 88 Gebäuden, wovon Wettenhofen 104 Einwohner aufwies. Die Einwohner der drei Dörfer waren in die katholische bzw. evangelische Pfarrei Sulzbürg gepfarrt, die Kinder gingen dorthin zur Schule.

### Einwohnerzahlen
- 1830: 097 (19 Häuser)[12]
- 1861: 120 (38 Gebäude)[13]
- 1871: 117 (61 Gebäude; Großvieh: 9 Pferde, 122 Stück Rindvieh)[14]
- 1900: 137 (22 Wohngebäude)[15]
- 1938: 120 (6 Katholiken der Pfarrei Sulzbürg, 114 Protestanten)[16]
- 1961: 104 (22 Wohngebäude)[17]
- 1970: 093[18]
- 1987: 100 (23 Wohngebäude, 26 Wohnungen)[19]

## Baudenkmäler
Das Haus Nr. 9, ein Wohnstallbau mit verputztem Fachwerkgiebel aus dem 18/19. Jahrhundert, das Haus Nr. 17, ein Wohnstallbau mit verputztem Fachwerkgiebel aus dem 18./19. Jahrhundert, und das Haus Nr. 21 (Hirtenhaus) aus dem 18./19. Jahrhundert sind als Baudenkmäler ausgewiesen.

## Verkehrsanbindung
Im Ort kreuzt die Staatsstraße 2220 die Kreisstraße NM 18. Nachbarorte sind im Osten das Kirchdorf Rocksdorf, im Norden Forst, im Westen Thannhausen und im Süden der ehemalige Gemeindesitz Kruppach. Südlich von Wettenhofen führte die Bahn-Nebenlinie Neumarkt-Freystadt vorbei.